# コンスタンティノ・サバリャ
コンスタンティノ・サバリャ（Constantino Zaballa、1978年5月15日 - ）は、スペイン、サンタンデール出身の自転車競技（ロードレース）選手。

## 経歴
2001年、ケルメ＝コスタ・ブランカと契約を結んでプロ転向。
2002年
- ツール・ド・フランス初出場、総合116位。

2003年
- ジロ・デ・イタリア初出場、総合27位、山岳賞部門3位。
- ブエルタ・ア・エスパーニャ初出場、総合30位。

2004年、サウニエル・ドゥバル＝プロディール（後のジェオックス・TMC）に移籍
- ブエルタ・ア・エスパーニャ第19ステージ勝利、総合30位。

2005年
- パリ〜ニース総合3位。
- クラシカ・サンセバスティアン優勝。

2006年、ケス・デパーニュ（後のモビスター・チーム）に移籍。
- オペラシオン・プエルトに当人の名前があったことから、満足な活動ができないままシーズンを終える。

2007年
- エウスカル・ビシクレタ総合優勝。

2008年、LA-MSSに移籍。
2009年、パレデス・ロタ・ドス・モーベイスに移籍。
2010年、セントロ・シクリスモ・デ・ロウレーに移籍。
- ブエルタ・ア・アストゥリアス 総合優勝

2011年、ミケ・グエルチョッティに移籍。
2012年
- 3月21日、国際自転車競技連合(UCI)が、2010年のブエルタ・ア・アストゥリアス終了後に、エフェドリンの陽性反応が確認されたことを受け、スペイン自転車競技連盟より9ヶ月間の出場停止処分を下したと公表。また、自身は当年限りで現役を引退する旨を表明した[1]。

2013年
- 上記引退表明を撤回し、現役復帰。
- デスティネイション・サイ 優勝